# Kellian Paes
Pour les articles homonymes, voir Paes.
Kellian Motta Paes est un joueur français de volley-ball, né le 24 mars 2002. Il mesure 1,90 m et joue passeur,.

## Biographie
Il est le fils de Maurício Paes, un entraîneur brésilien de volley-ball qui a notamment fait carrière en France et est l'un des entraîneurs adjoints de l'équipe de France. Sa mère, Maguy, est également ancienne joueuse et entraîneuse. Sa grande sœur, Loane Paes, est joueuse de volley-ball.
Formé dans l'équipe France Avenir 2024 du Centre national de volley-ball (CNVB), il joue depuis 2021 pour le Paris Volley dans le championnat de France (LAM).
Il fait partie des jeunes joueurs proches de l'équipe de France avec ses coéquipiers de 2021-2022 Benjamin Diez et Ibrahim Lawani. Il a été capitaine de l'équipe de France des moins de 22 ans en 2021 (finale de l'Euro).